# О радости детства…
О радости детства… (англ. Such, Such Were the Joys) — автобиографическое эссе английского писателя Джорджа Оруэлла, впервые опубликованный в 1952 году.
В этом эссе Оруэлл описывает свою жизнь в возрасте от восьми до тринадцати лет, в годы до и во время Первой мировой войны (с сентября 1911 года по декабрь 1916 года), когда он был учеником подготовительной школы св. Киприана в приморском городе Истборн в Сассексе.
Оно содержит размышления о противоречиях эдвардианского мировоззрения среднего и высшего классов, о психологии детей и об опыте угнетения и классового конфликта. 

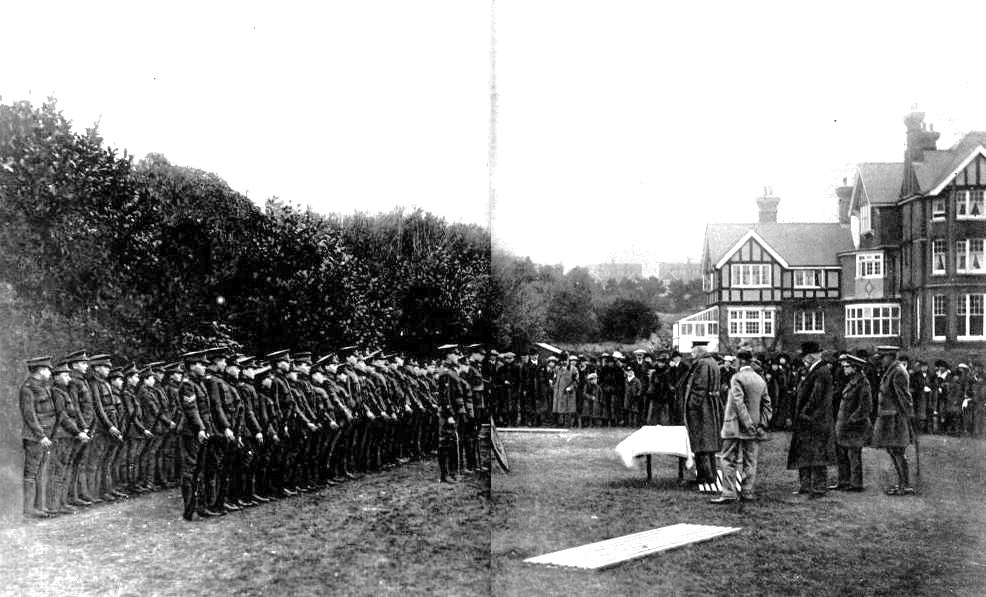
Генерал лорд Чейлсмор поздравляет школу Св. Киприана (1917 г.)

Предположительно, основной текст был написан в 1939–40 годах, отредактирован в 1945–46 годах, но эссе не было завершено до мая или июня 1948 года. Впервые опубликовано в журнале «Partisan Review» осенью 1952 года, через два года после смерти Оруэлла. В Великобритании, согласно его завещанию, оно было впервые опубликовано в 1968 году в полном собрании эссе, журналистики и писем Оруэлла.
Название эссе взято из стихотворения «The Echoing Green» («Зелёный гул»), одной из «Песен невинности» Уильяма Блейка, которую мать Оруэлла читала ему в детстве:

Old John, with white hair,
Does laugh away care,
Sitting under the oak,
Among the old folk.
They laugh at our play,
And soon they all say,
"Such, such were the joys
When we all – girls and boys —
In our youth-time were seen
On the echoing Green."